# Bispevisitats
Bispevisitats kaldtes de regelmæssige besøg, som biskopperne skulle gøre i menighederne i deres stifter for at føre tilsyn med kirke og skoler. Det var foreskrevet i Danske Lov men er også kendt tidligere. Den foretoges så ofte, at ingen af kirkerne var ubesøgt inden for tre år.
Ved visitatsen hørtes en prædiken og menighed og konfirmanderne overhørtes i katekismus; ligeledes overhørtes undervisningen i skolerne og menigheden kunne fremføre klager og lignende.
Om de i årets løb afholdte visitatser skulle
biskoppen efter hvert landemode gøre
indberetning til ministeriet og udtale sig om
præsters og læreres forhold og embedsførelse,
særlig også om, hvorvidt ministerialbøgerne og
præsternes embedsbøger er rigtig førte.
Den kendeste kilde til bispevisitatser er Peder Palladius' visitatsbog fra kort efter reformationen.
Bispevisitatser afholdes stadig lejlighedsvis i den danske Folkekirke, oftest under uhøjtidelige former.